# Kualatahan pahangensis
Kualatahan pahangensis (паханзька мулова змія) — вид змій родини гомалопсових (Homalopsidae). Ендемік Малайзії. Це єдиний представник монотипового роду Kualatahan. Умовно отруйна змія (реальної небезпеки для людини не становить). 

## Поширення і екологія
Паханзькі мулові змії відомі за типовим зразком, зібраним в штаті Паханг на Малайському півострові.